# TV-året 1958

## Händelser

### Maj
- 30 maj - Sydsvenska journalen sänds för sista gången.

### Juni
- 8-29 juni - Världsmästerskapet i fotboll 1958, som spelas i Sverige, leder till ett lyft för försäljningen av TV-apparater i Sverige då Sveriges Radio-TV sänder evenemanget.

### September
- 2 september - Sveriges Radios nyhetsprogram Aktuellt sändes för första gången. Till en början sänds programmet tre gånger i veckan (tisdag, torsdag och lördag), 20 minuter per gång (även om de tre första sändningarna drar över tiden, på grund av svårigheter och problem som uppstår. Snart förlängs dock lördagssändningarna till 30 minuter och innan årets slut är varje sändning en halvtimme. Först i början av 1961 börjar Aktuellt sändas varje dag.

### December
- 19 december - Premiär för From All of Us to All of You i amerikansk TV.[1]
- 31 december - Antalet TV-licenser i Sverige har ökat under året, från 75 000 till 250 000.[2]

## TV-program
- TV-serierna Huckleberry Hund och Pixie och Dixie har premiär i USA.

## Födda
- 8 september - Anders Lundin, svensk programledare i TV och radio.
- 2 december - Michaela Jolin, svensk skådespelare och programpresentatör på SVT.

### Fotnoter
1. ↑  ”TVParty! - From All of Us to All of You”. http://www.tvparty.com/xmas-disney.html. Läst 22 december 2007.
2. ↑  20:e århundrades När Var Hur - 1958, Bernt Himmelstedt, Forum, 1999